# ペガスス座85番星
ペガスス座85番星（ペガススざ85ばんせい、85 Pegasi、85 Peg）は、ペガスス座の方角に、約41光年の距離にある連星系である。6等星と9等星からなる二重星でもあり、位置天文学的に軌道が求められているが、軌道から予想される2つの恒星の質量と、その等級差の間に矛盾があることから、強い興味をもって観測されてきた星系の一つである。

## 発見
ペガスス座85番星の伴星ペガスス座85番星Bは、1878年にシャーバーン・バーナムが発見した。バーナムは、同時期かそれ以前に、より離れた位置にある2つの恒星、ペガスス座85番星Cとペガスス座85番星Dにも言及しているが、これらは相対的な運動の分析から、見かけ上の関係であることがわかっている。
ペガスス座85番星Aとペガスス座85番星Bは、離角が小さい上、等級差が大きいので観測は容易ではなく、初期にはペガスス座85番星Bの等級はかなり過小に見積もられていた。両者の運動から、バーナム自身も含め早い段階で大まかな軌道要素は求められていたが、20世紀半ばまでにヤーキス天文台などの詳しい観測で、精度の良い軌道要素が求められ、連星であることが確定した。ヤーキス天文台のホールは、ペガスス座85番星Bそのものもまた連星であると指摘し、後にその確実とみられる証拠もみつかったことで、ペガスス座85番星は3重連星系と考えられるようになった。

## 位置
ペガスス座85番星は、ペガススの四辺形の内側、北東角をなすアンドロメダ座α星から南南西に2度程度離れた位置にみえる。合成等級は5.8で、とても暗い夜空では肉眼でみることができる。赤経は0に近く、歳差の影響により、赤経順に番号が振られる星表において、ヘンリー・ドレイパーカタログや輝星星表では末尾に近い番号だが、ヒッパルコス星表では171とかなり若い番号が付いている。太陽からの距離は約41光年とかなり近く、固有運動も大きいので、19世紀の半ばには固有運動がそれなりの精度で測定されていた。

## 星系
ペガスス座85番星Aとペガスス座85番星Bは、約26.3年で軌道を一周し、離心率は0.37、系の合計質量は太陽の1.49倍と推定される。しかし、この星系には問題があった。軌道運動から力学的に推定した主星と伴星の質量には、あまり差がないということである。視線速度曲線から推定した質量も、主星と伴星がほぼ同じとされている。一方、ペガスス座85番星Aとペガスス座85番星Bの等級差は3と大きく、もっと大きな質量差がなければ明るさの違いを説明できない。その矛盾を解消するため、ペガスス座85番星Bが近接連星であるという説が考えられた。
ただし、ペガスス座85番星には別に問題があり、それは、化学的に特異な星系であるということだった。まず、金属が欠乏しており、水素を基準とした相対的な金属（ヘリウムよりも原子番号が上の）元素の存在量、すなわち金属量は、太陽と比較して2割程度である。更に、金属だけでなくヘリウムも欠乏していたため、分光学的な質量推定は難航した。一方で、α元素は卓越しており、その存在量は太陽と比較して2倍程度の過剰となっている。
このような、特有の化学特性も考慮した上で、恒星進化理論からの制限も加えることで、ペガスス座85番星系の確からしい物理量が、求められるようになった。その結果、ペガスス座85番星Aは質量が太陽の8割程度の黄色主系列星、ペガスス座85番星Bは質量が太陽の半分程度の橙色主系列星と、質量が太陽の7分の1程度の赤色矮星とからなる連星、とするのがもっともらしいとわかった。
3重連星系という構造と、化学的な特異性から、ペガスス座85番星は星震学的にも興味深い観測対象であり、例えばMOSTといった観測衛星の主要な目標天体となっている。
ハーシェル宇宙天文台による観測では、波長160μmの遠赤外線で赤外超過がみられ、半径97au以上に塵の温度が25K以下の冷たい星周円盤が広がっている可能性が考えられる。ペガスス座85番星に対し、この大きさの円盤だと周連星円盤となるが、離心率が0.37と比較的大きく、年齢も90億年といわれる連星系に周連星円盤が存在できる理由は、はっきりしていない。